# Noyon
Noyon je město v severní Francii na řece Oise a Canal du Nord s bohatou historií a gotickou katedrálou.

## Historie
V římské době se město nazývalo Noviomagus, roku 531 sem přenesl svatý Medard biskupství a v letech 640-659 zde byl biskupem svatý Eligius, zlatník a správce mince několika panovníků. Roku 768 zde byl korunován Karel Veliký králem Franků a roku 978 Hugo Kapet, zakladatel francouzské královské dynastie. Od roku 1108 mělo město samosprávu a v letech 1368-1544 patřilo k Burgundsku. Roku 1509 se zde narodil Jan Kalvín, francouzský reformátor a roku 1516 zde byla podepsána Noyonská smlouva mezi králem Františkem I. a císařem Karlem V. Za první světové války bylo město dvakrát dobyto Němci a silně poškozeno.

## Pamětihodnosti
- Katedrála Notre-Dame z let 1145-1235 patří mezi první gotické katedrály.
- Zříceniny gotické biskupské kaple.
- Muzeum Jana Kalvína

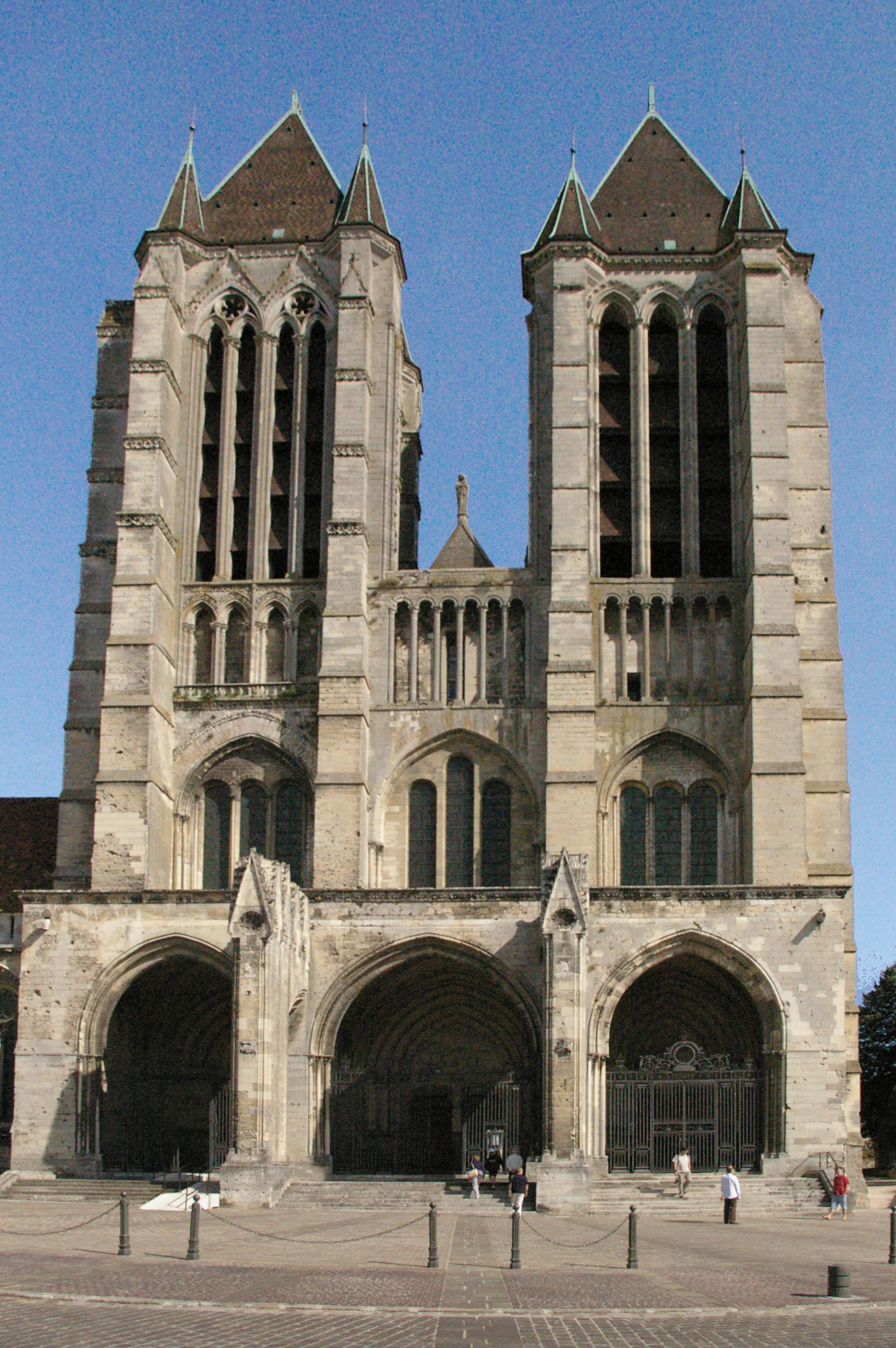
Katedrála, západní průčelí
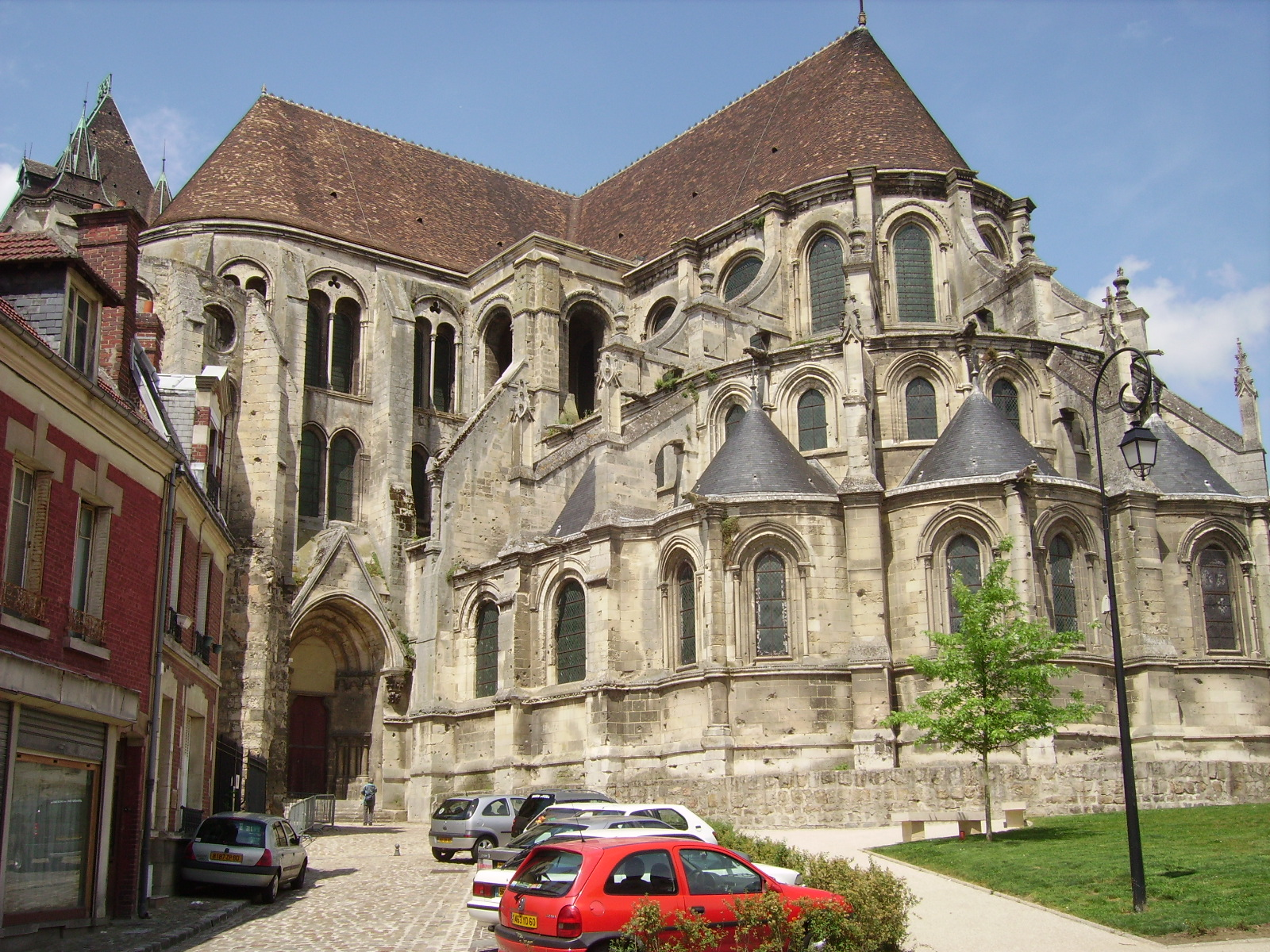
Katedrála, závěr
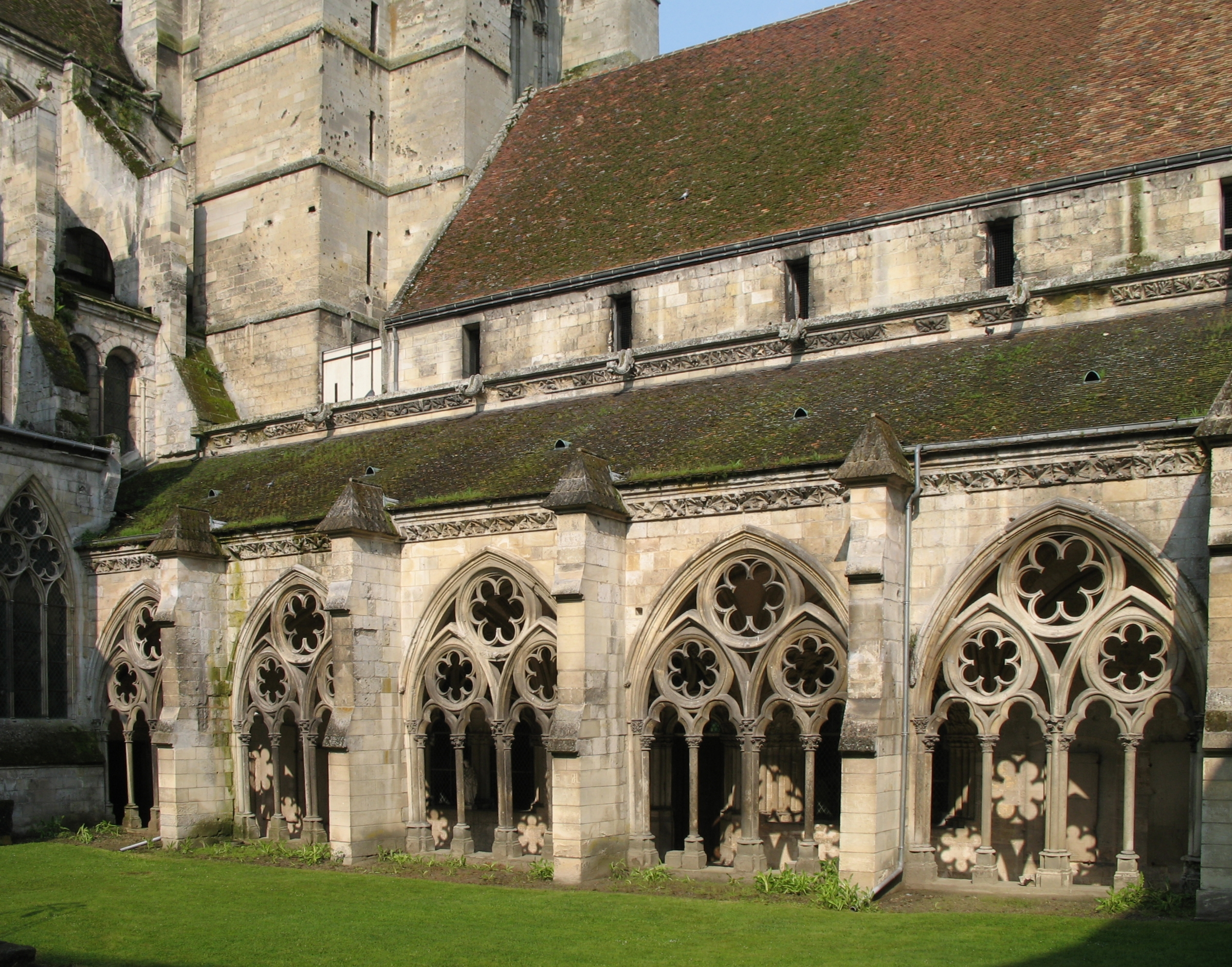
Křížová chodba katedrály
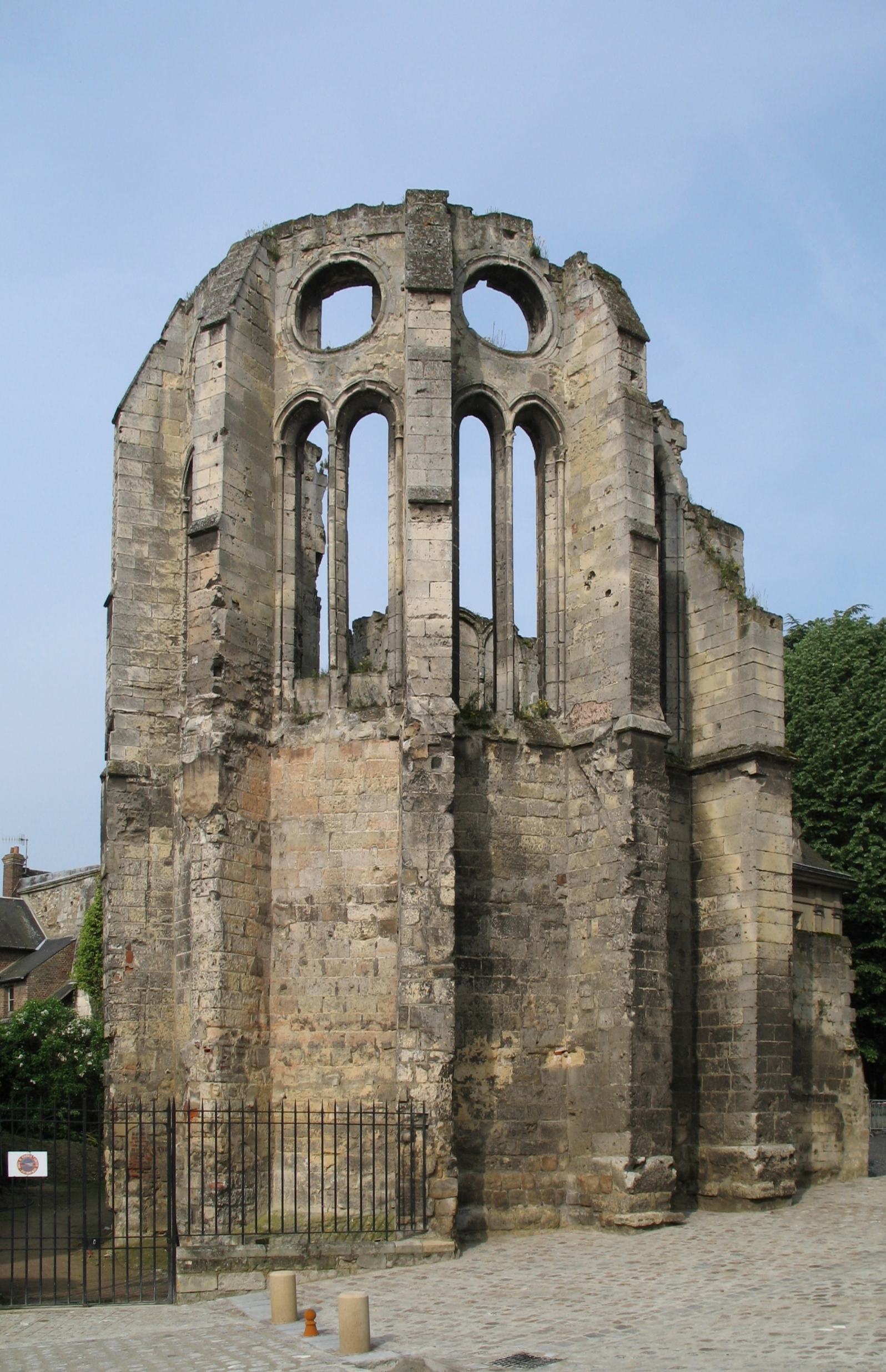
Zřícenina biskupské kaple
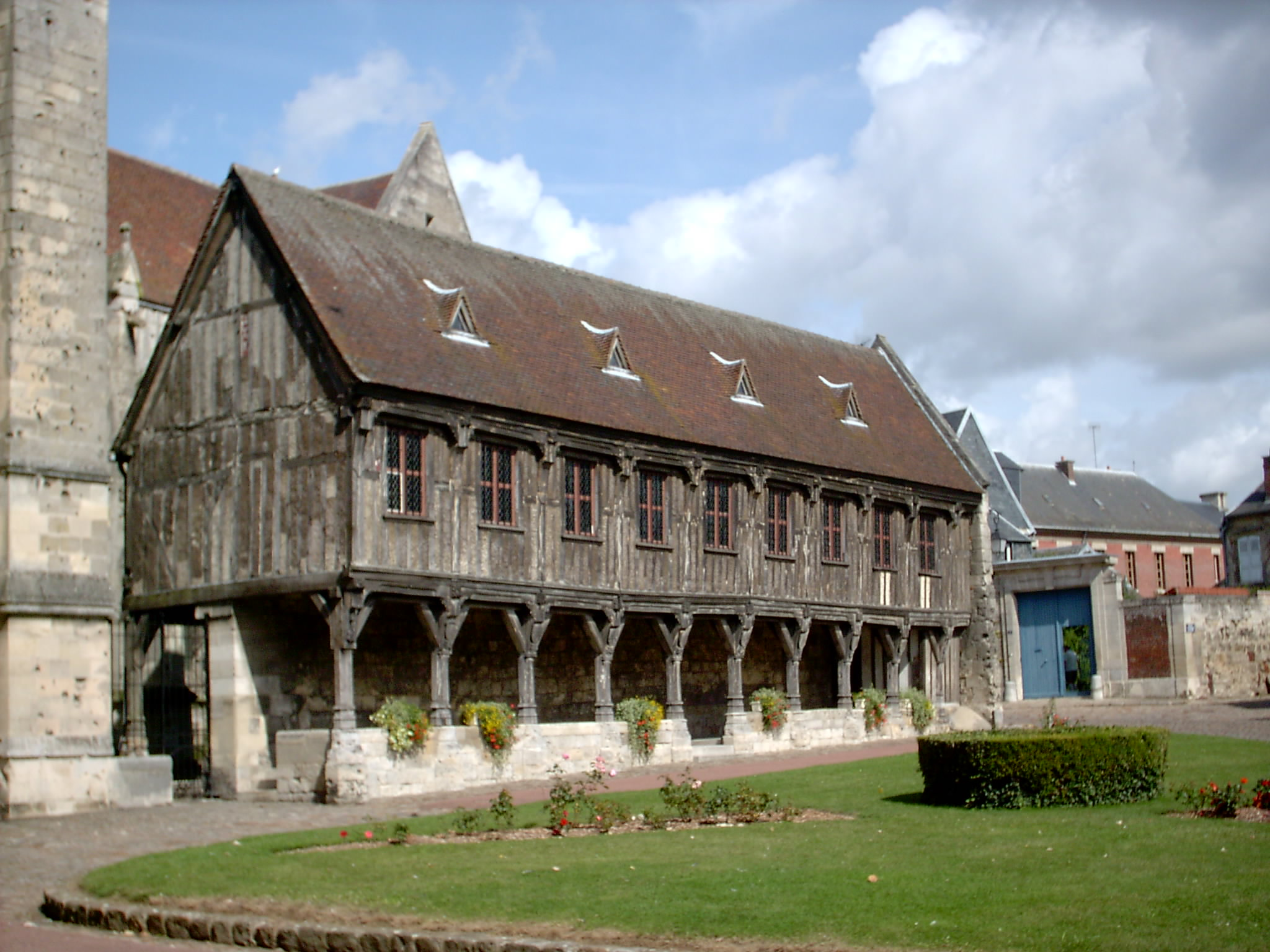
Stará biskupská knihovna

## Osobnosti města
- Jan Kalvín (* 1509 – † 1564), švýcarský teolog francouzského původu, představitel křesťanské reformace 16. století, zakladatel kalvinismu

## Partnerská města
- Hexham, Spojené království
- Metzingen, Bádensko-Württembersko, Německo